# Matěj Paprčiak
Matěj Paprčiak (* 3. Mai 1991 in Prag) ist ein tschechischer Fußballspieler.

## Karriere
Paprčiak begann seine Karriere beim FK Dukla Prag und wechselte zur Saison 2010/11 zu Slavia Prag. Dort gab er sein Profidebüt in der Gambrinus Liga am 16. September 2011 bei einem 0:0-Unentschieden gegen seinen Jugendverein FK Dukla Prag. In seiner ersten Profisaison machte er sechs Spiele, in der Reserve erzielte er in 16 Spielen acht Tore und gab acht Vorlagen.
Im Sommer 2012 absolvierte er ein Probetraining beim FC Carl Zeiss Jena, wechselte anschließend jedoch zu FK Králův Dvůr.